# Madoryx faunus
Madoryx faunus är en fjärilsart som beskrevs av Jean Baptiste Boisduval 1875. Madoryx faunus ingår i släktet Madoryx och familjen svärmare. Inga underarter finns listade i Catalogue of Life.